# Naturdenkmal Eiche im Gutspark Bemerode
Das Naturdenkmal Eiche im Gutspark Bemerode in Hannovers Stadtteil Bemerode wird als Naturdenkmal unter der Nummer ND-H 228 geführt. Der Baum ist nach seiner Art eine Stieleiche (Quercus robur).
Die erste Unterschutzstellung erfolgte durch die Stadt Hannover als zu dieser Zeit für Naturschutz zuständiger Behörde. Sie führte diese Eiche unter der Naturdenkmal-Nummer „ND-HS 20“. Die Aufgaben der unteren Naturschutzbehörde hat inzwischen die Region Hannover übernommen. Sie legte 2010 in einer Sammelverordnung die Naturdenkmale in ihrem Gebiet neu fest und begründete die Unterschutzstellung für diesen Baum mit dieser Beschreibung:
Die Stieleiche ist ein besonders großer, alter und schön gewachsener Baum mit natürlichem Kronenhabitus, der die Umgebung in besonderer Weise prägt.
und nannte als Schutzzweck
Der Baum ist wegen seines Alters, seiner Größe und seiner Schönheit selten.
Den Standort beschreibt die Verordnung:
Am Nordostrand des Gutsparks Bemerode
und nennt als Flurdaten
Hannover-Bemerode, Flur 4, Flurstück 7/2.